# سنديان قوي

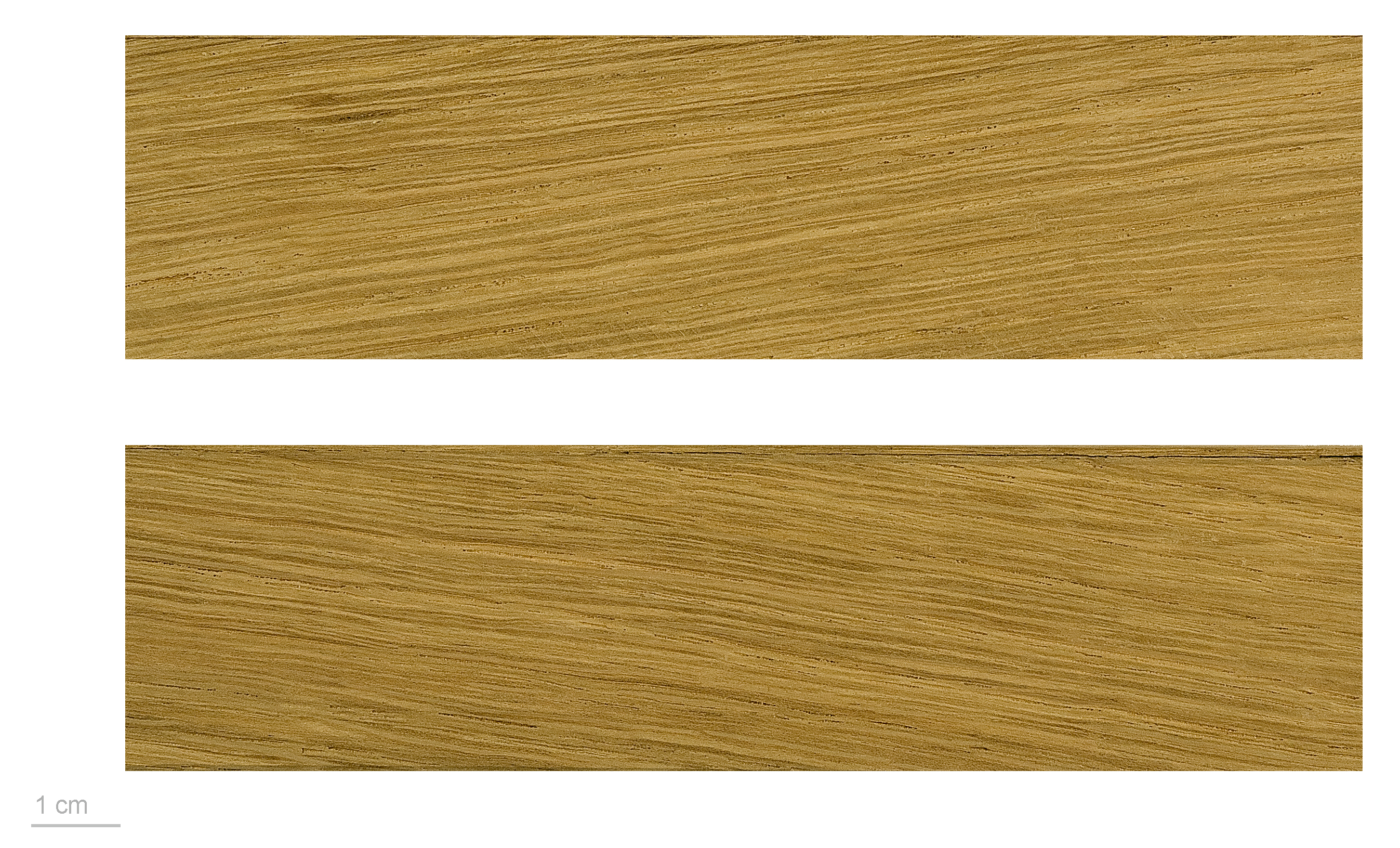
Quercus robur

السنديان القوي أو السنديان الأسود أو السنديان المُزَنَّد أو السنديان البريطانيأو البلوط أو الرُّوْر هو نوع نباتي شجري من جنس السنديان من الفصيلة الزانية.

## الموئل والانتشار
ينتشر هذا النوع في معظم مناطق أوروبا والمشرق العربي حيث ينتشر في جبال اللاذقية وجبل لبنان وتركيا واليونان وألبانيا ورومانيا وبلغاريا وروسيا.

## الوصف النباتي
الشجرة نفضية ضخمة يصل ارتفاعها إلى 25-30 مترًا.